# The Wave (album)
The Wave è il primo album in studio del cantautore britannico Tom Chaplin, pubblicato il 14 ottobre 2016 dalla Island Records.

## Tracce
1. Still Waiting – 3:51
2. Hardened Heart – 3:44
3. The River – 4:12
4. Worthless Words – 3:05
5. I Remember You – 3:46
6. Bring the Rain – 4:16
7. Hold On to Our Love – 3:45
8. Quicksand – 4:03
9. Solid Gold – 3:53
10. See It So Clear – 4:34
11. The Wave – 3:24

Tracce bonus nell'edizione deluxe
1. Better Way – 4:10
2. Turning Back – 3:32
3. Love Wins – 3:58
4. Cheating Death – 4:15
5. Bound Together – 3:21

## Formazione
- Tom Chaplin – voce, produzione (tracce 12-16)
- Matt Hales – produzione e ingegneria del suono (tracce 1-11)
- Ben Baptie – missaggio
- Adam Ayan – mastering
- Ben McKlusky – registrazione agli Snap
- Andy Menhenitt – assistenza al missaggio
- Carson Lehman – registrazione aggiuntiva (tracce 1, 2, 6 e 7)
- Matt Lawrence – registrazione aggiuntiva (tracce 8 e 11)
- Max McEllingott – produzione e ingegneria del suono (tracce 12-15)
- Matt Morris – produzione e ingegneria del suono (traccia 16)

## Classifiche
| Classifica (2016)      | Posizione massima |
| ---------------------- | ----------------- |
| Belgio (Fiandre)       | 37                |
| Belgio (Vallonia)      | 34                |
| Francia                | 139               |
| Germania               | 76                |
| Paesi Bassi            | 31                |
| Portogallo             | 48                |
| Regno Unito            | 3                 |
| Regno Unito (download) | 3                 |
| Regno Unito (physical) | 4                 |
| Regno Unito (vinyl)    | 15                |
| Scozia                 | 5                 |
| Spagna                 | 35                |
| Svizzera               | 84                |